# Al-Arabi Kuwait
Al-Arabi Sporting Club é uma equipe de futebol do Kuwait.

## Títulos

### Internacionais
Copa do Golfo: 1982 e 2003

### Nacionais
- Kuwaiti Premier League: 17 (1961-62, 1962-63, 1963-64, 1965-66, 1966-67, 1969-70, 1979-80, 1981-82, 1982-83, 1983-84, 1984-85, 1987-88, 1988-89, 1992-93, 1996-97, 2001-02 e 2020-21[1])

- Kuwait Emir Cup: 15 (1961-1962 / 1962-1963 / 1963-1964 / 1965-1966 / 1968-1969 / 1970-1971 / 1980-1981 /      1982-1983 / 1991-1992 / 1995-1996 / 1998-1999 / 1999-2000 / 2004-2005 / 2005-2006 / 2007-08)

- Kuwait Crown Cup: 5 (1995-1996 / 1996-1997 / 1998-1999 / 1999-2000 / 2006-2007 / 2011-12 / 2014-15)

- Al Kurafi Cup: 3 (1998-1999 / 2000-2001 / 2001-2002)

- Kuwait Super Cup: 2 (2008 e 2012)

- Taça da Federação: 6 (1995-1996 / 1996-1997 / 1998-1999 / 1999-2000 / 2013-14)